# 兩航事件
兩航事件（台灣稱「兩航投共」，中國大陸稱「兩航起義」）發生於第二次國共內戰後期，當時屬於中華民國交通部的中國航空公司（簡稱中航）以及中央航空運輸公司（簡稱央航）兩家航空公司员工於1949年11月9日在香港宣布起义，由中航总经理刘敬宜、央航总经理陈卓林率领自英屬香港駕駛12架飛機飛在没有地面导航和气象保障的困难条件下、冒着可能遭遇敌軍袭击的危险，飞抵中华人民共和国天津、北京；与此同时，留港员工同國民黨当局和港英当局展开了“护产斗争”（当时尚有七十一架飞机以及仓库、器材等大批资产在香港），并将一个飞机修理厂、一个电讯修配厂及数千吨设备器材、航空油料运回大陸。兩航停泊在香港國際機場的71架飛機引起台海兩岸爭奪，中華民國政府將這批飛機售予陳納德在美國成立的民航空運公司，經過國共美英各方外交角力與法律訴訟後，最終香港最高法院於1952年10月8日判決民航空運公司勝訴，取得該批飛機。1987年，中华人民共和国政府与英国政府达成协议，不再追究对前中航、央航的资产要求等4项历史遗留的资产要求。作为交换，英国政府同意向中华人民共和国政府支付380万美元。

## 背景
在第二次世界大戰結束前，中華民國交通部屬下有兩大航空公司——中國航空公司（中航）及中央航空公司（央航）。1946年，陳納德與魏豪爾成立私人資本民航空運隊。在國共內戰後期，中華民國政府轄下機關開始撤往台灣。中航、央航自1949年4月起從上海將為數約80架飛機，維修設備及後勤人員陸續移至香港。香港政府曾要求兩航飛機撤出啟德但被拒絕。
1949年2月，中共中央香港分局负责人潘汉年和夏衍，加上中共文化工作委员会駐紮於香港的张骏祥、蔡景超和于伶等人聯繫上了中國共產黨黨員何鳳元，後者當時是中航香港办事处处长，從而進一步聯繫上了劉敬宜商議起事接受中国共产党领导；而陈卓林与邓士章等人此時也決定離開香港，因此開始聯繫央航派往南京的專員雷仲仁，由後者和北平接洽。國共談判破裂後，1949年7月，中国人民革命军事委员会委派吕明和當時的央航副总经理查夷平去香港策劃起事。二者在8月24日抵達香港，通過與香港的張鐵生、廖子茴等人聯繫，決定从原來的策動飛行員起事，扩大為策動兩航全體人員起事接受中华人民共和国领导，最終策動成功。

## 過程
1949年11月9日早上，兩家公司的總經理劉敬宜及陳卓林指揮了12架飛機（1架康維爾240客機、3架C-46運輸機與8架C-47運輸機）從香港啟德機場「北飛」，前往中华人民共和国政府控制的中国大陸地區，其中一架（央航康维尔240型XT-610号）飛抵北京西郊机场，飛機到達時受到时任中華人民共和國外交部副部长李克农、解放军空军司令员刘亚楼等官員及將領的迎接。其它11架飛機飛抵天津张贵庄机场。而兩航在香港及海外的辦事處2,000餘員工亦宣佈起事，接受中华人民共和国政府领导，並陸續回到中國大陸復員。
1949年11月12日，中央人民政府政务院总理周恩来宣布接收中国航空公司、中央航空公司为中华人民共和国资产。
北飛事件發生後，中華民國政府在11月13日緊急指派戴安國接任中航的總經理處理善後；交通部長葉公超同時照會港府，暫停兩航飛機註冊及機組執照。當時兩航在香港尚遺留有71架飛機。在這71架飛機中，央航的40架包括5架康維爾240客機、18架C-46運輸機、17架C-47運輸機；中航的31架包括5架道格拉斯DC-4客機、18架C-46運輸機、7架C-47運輸機、1架AT-6教練機。中华民国為防止遺留的飛機被英國方面移交給中华人民共和国，用於渡海空降攻擊台灣，或是作為在亞洲擴張的工具，決定將飛機產權轉移給美國的公司。於是由陳納德及魏豪爾出面，在美國德拉瓦州註冊成立民航空運公司（CATi），中華民國政府於1949年12月12日將兩航資產由陳納德轉手賣給民航空運公司。由於泛美航空擁有中航20%的股份，而飛機註冊必須產權清楚，雖然泛美航空並不情願，在美國國務院的暗示下，泛美航空於1949年12月20日以125萬美元將股份賣給民航空運公司，幾小時後這批飛機完成在美國註冊的手續。民航空運公司接著於1950年1月在香港提出訴訟，要求扣押這些飛機，並將飛機交給民航空運公司。
這場訴訟引發國際法上的一些問題。因為交易發生在英國承認中華人民共和國之前，而訴訟發生於英國政府承認中華人民共和國是中國事實上與法律上的政府之後（英國於1950年1月6日承認中華人民共和國），法律上溯及既往宣告交易無效成為問題。民航空運公司在政治上處於不利地位，因為當時香港對於中華人民共和國政府採取友善態度，而英國也希望藉由一定程度的外交妥協換取在中國的利益。
1950年2月23日香港最高法院正按察司捷臣爵士裁定：根據主權豁免原則，拒絕應民航空運公司要求發出判令。美國國務卿艾奇遜次日在記者會上表示，美國向香港與倫敦當局提出嚴重抗議。頗有影響力的共和黨參議員威廉·F·諾蘭在參議院抨擊英國，指把飛機交給北京是英國對非共产世界最大的打擊，美國要向英國明確表示，在英國幫助共产党在亞洲擴張的情形下，英國不能指望美國協助遏止共黨在歐洲的擴張。對此英國外交部發言人在2月27日表示，英國政府不會干預香港法院的決定。同日，中華人民共和國政府向港府出示該批飛機在北京的註冊。
1950年1月6日，英國承認中華人民共和國後，英國希望互派大使，建立全面外交關係，3月中華人民共和國表示，在派大使前，希望了解英國對兩件事情的立場，一是聯合國中國席位，二是這批飛機。英國表示：一旦在安理會取得多數支持，英國會投贊成票；如果沒有別國主張這批飛機的產權，英國會將它們交給中國。中華人民共和國方要求英國進一步澄清，1950年5月英國回覆後，中華人民共和國方不再回應。:120 3月，部份飛機零件及器材被海運往中國大陸。4月2日，中華民國政府派特工宋祥雲破壞這批飛機，定時炸彈在啟德機場爆炸，損壞了7架飛機。4月4日，中華人民共和國外長周恩來指責英國阻撓飛機離境，香港當局要對中國財產受損直接負全責。5月10日，英國政府以樞密院令（Order in Council) 指示香港最高法院如何審理相關飛機財產：毋用考慮主權豁免，調查及解決產權所屬問題；必要時可缺席審訊，相關方可向法院合議庭（當時對最高法院上訴庭的稱呼）及樞密院司法委員會上訴；港督在法律程序完全解決前，防止飛機離境。這意味著產權訴訟可能持續幾年。
1950年6月爆發，英國加入聯合國軍與中朝作戰，中華人民共和國與英國關係惡化。1951年5月18日，聯合國通過對中華人民共和國禁運。同年5月，民航空運公司就中央航空財產包括40架飛機提出的新訴訟開審。正按察司侯志律爵士聽取陳詞後，於5月21日判民航空運公司敗訴，指中華民國政府與陳納德等之間的交易有惡意，合約無效；產權屬於中華人民共和國。原訴向法院合議庭上訴，合議庭於12月維持原判。案件在1952年6月上訴至英國樞密院司法委員會，7月28日，樞密院推翻香港最高法院判決，直接判決央航財產為民航空運所有。8月5日，中華人民共和國徵用上海市英聯船廠及馬勒機器造船廠報復英國:56。同年10月8日，香港最高法院判民航空運公司取得餘下屬中國航空31架飛機及資產。至此民航空運公司取回共全部71架飛機。經過檢視，這些飛機已經處於不適於飛行的狀況。
1952年9月28日，美國海軍派出運輸航空母艦Cape Esprance到香港，將首批40架原屬央航飛機運回美國洛杉磯。中華民國政府要求民航空運隊為這兩批飛機支付四百萬美元，並改組為中國公司；中央情報局原本計畫運用這批飛機支援其秘密行動，但經過評估後取消。民航空運公司決定將這批飛機賣掉一部分。

## 影響
1950年7月29日，中华人民共和国政府批准两航事件中主机CV-240型XT-610号命名为“北京号”，毛泽东亲笔题写“北京”二字并举行隆重的命名典礼，8月1日开始运营广州－汉口－天津的航班，潘国定担任机长。
两航事件后，归属中华人民共和国的相关人员被作为统战对象受到民航部门优待，其中半数以上人员均得到擢升，并对其中夫妻分居两地的人员解决另一方户口和工作问题。1959年10月22日，周恩来总理同意为參與起义人员颁发纪念章。1959年11月9日，在北京全国政协礼堂举行「两航起义10周年纪念大会」。
参加香港起义的两航员工，包括驾机北飞、留港护产、驻澳门及国外办事处人员，以及在待解放区（含台湾）闻风策应来归人员，共计2527人，后因各种原因有826人在香港脱离两航公司，故实际起义人数为1701人。此外，全国解放时，在各地接管、留用两航员工约1300人。大部分起义、留用人员当时均分配在民航系统工作。1952年中央决定整编民航机构，为加强航空工业和空军建设，将民航飞机修理厂、电讯修配厂、上海预备航校以及民生医院、育鹏小学、幼儿园等附设单位分别移交中央重工业部航空工业局、总参谋部、空军和地方有关部门，共调出两航起义、留用人员771人。以后又有一些人陆续调离民航。至1965年，在民航工作的两航起义、留用人员尚有586人，至1980年9月为416人。
自反右至文革期間，两航事件參與人员中有多人被迫害。据中国民用航空总局文革结束后1980年的复查统计，參與起义人员被迫害致死或致残的有9人、被关押或处分的有57人、其余154人则被办班学习或受一般冲击。中国大陆异议人士、前重庆师范大学涉外商贸学院副教授谭松及异议作家趙旭则称，到1979年，500多名投奔共产党的人員已經被迫害得所剩無幾，僅北京就有48位被當成「美蔣特務」被迫害至死；策劃指揮北飛行動的飛行員潘國定，被打斷脊椎骨。1980年12月16日，中共中央办公厅、国务院办公厅转发民航总局党委《关于落实两航起义人员政策的请示报告》。1981年9月10日，中国民用航空总局召开“颁发《‘两航’起义证明书》大会”，为參與起义人员恢复名誉、表彰其贡献，纠正过去政治运动中的错误。
原中航总经理刘敬宜於1964年11月当选为中华人民共和国第四届全国政协委员。1971年，刘举家搬迁至澳大利亚。1973年5月10日，刘敬宜经多方协调准备回中华人民共和国探望，却在即将启程回国前病逝于澳大利亚悉尼，周恩来总理给其亲属发唁电，评价刘敬宜“爱国反帝精神永垂不朽”。事件策划者潘国定于1977年恢复名誉后，历任第五、六、七、八届全国政协委员、中国民用航空总局航行司顾问。
1987年6月5日，中华人民共和国政府与英国政府签订《中英关于解决历史遗留的相互资产要求的协定》。协定规定，中国政府承允，不再追究对前“中国航空公司”和中央航空公司的资产要求等4项历史遗留的资产要求。作为交換，英国政府同意向中国政府支付380萬美元。
1980年11月10日民航总局党委《关于落实两航起义人员政策的请示报告》指出：
（两航起义）对解放战争起到了配合作用，对其他港九国民党机构的起义是一个带头和示范。毛主席、周总理曾电贺起义成功，充分肯定了两航起义的功绩。周总理指出：“这是具有无限前途的中国人民航空事业的起点”。

## 纪念

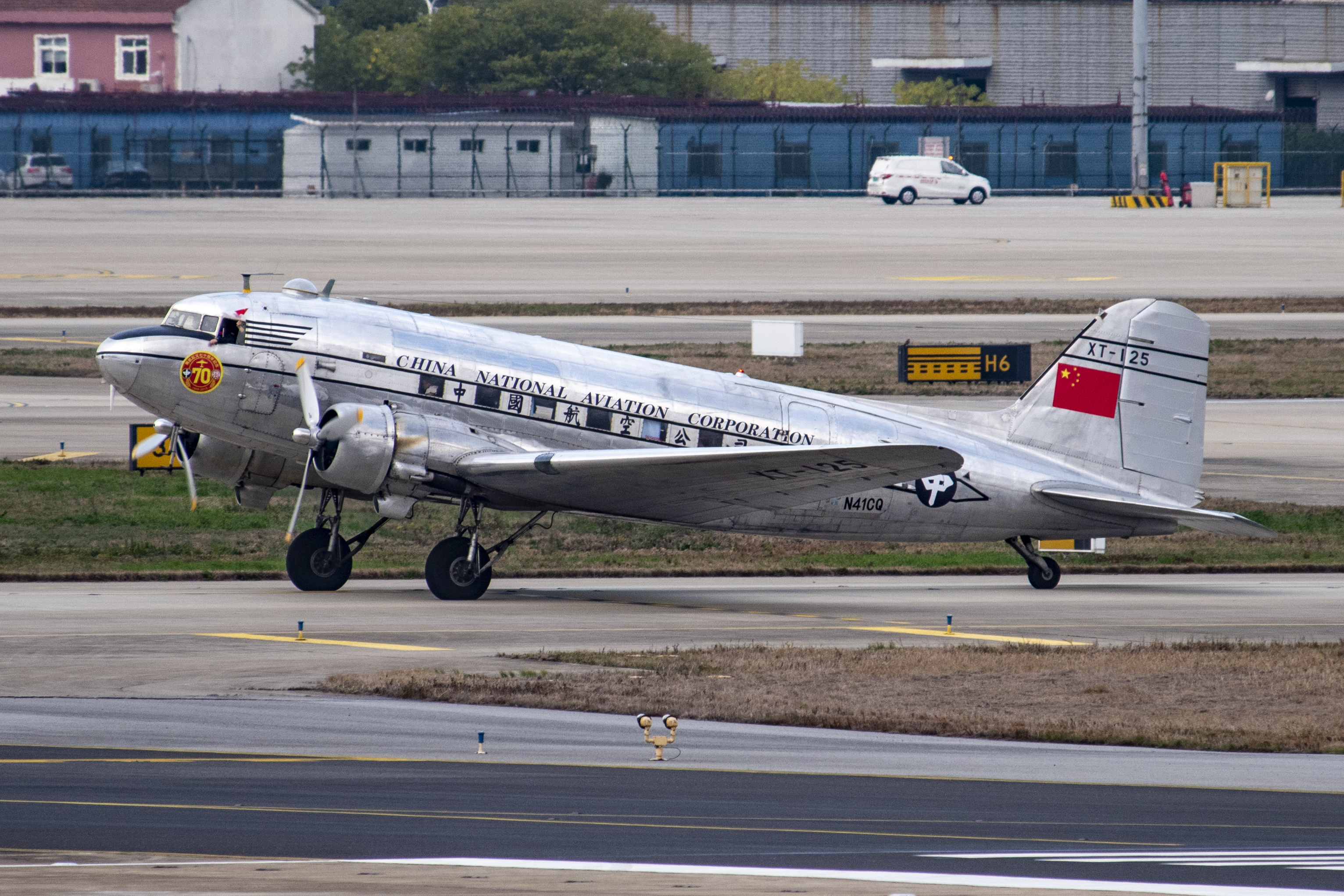
纪念版中航涂装的DC-3在虹桥机场等待起飞

2019年12月3日至6日，为纪念两航事件70週年，一位中华人民共和国大陆地区民间收藏家购入一架DC-3并喷涂为复古涂装，依照起义飞机的飞行路线完成了南昌昌北─香港赤鱲角─广州白云─上海虹桥─北京大兴的纪念飞行。

## 註解
1. ↑  Civil Air Transport（民航空運隊）與Civil Air Transport Inc.（民航空運公司）是陳納德與魏豪爾（英语：Whiting Willauer）成立的兩家公司。民航空運隊成立於1946年。民航空運公司成立於1949年12月19日。兩航留港飛機訴訟的原告是民航空運公司。[2][3]
2. ↑  1997年香港主權移交後改名為「香港高等法院」。

### 引用
1. 1 2  國務院. . . 中華人民共和國國務院秘書廳. 1987年: 634  [2023-06-07]. （原始内容存档于2023-06-07）.
2. ↑  Linda J Pike. . Elsevier. 2014-06-28: 第39頁. ISBN 978-1-4832-9494-0.
3. ↑  . 中華民用航空學會.   [2015-03-26]. （原始内容存档于2015-04-02）.
4. 1 2 3 4  . 中國民航報. 2009-11-09  [2014-06-27]. （原始内容存档于2015-04-02）.
5. ↑  . 南方都市报. 2004-06-11  [2019-12-15]. （原始内容存档于2020-02-06）.
6. ↑  . 上海市地方志办公室.   [2019-12-15]. （原始内容存档于2020-02-06）.
7. ↑  新华社北京. . 浙江日报 (杭州). 1949-11-14: 1版 （中文（简体））.
8. ↑  Merry, Malcolm. . Royal Asiatic Society Hong Kong studies series. Hong Kong: Hong Kong University Press. 2022. ISBN 978-988-8754-15-1.
9. 1 2  Dr. Joe F. L.  (PDF). University of Texas at Dallas: 第54–61頁. 2013-03-04  [2015-03-25]. （原始内容存档 (PDF)于2015-04-02）.
10. 1 2 3  William M. Leary. . University of Alabama Press. 2005-12-01: 第94–98頁. ISBN 978-0-8173-5340-7.
11. ↑  Elihu Lauterpacht; Sir Hersch Lauterpacht. . Cambridge University Press. 1994: 第86–88頁. ISBN 978-0521464178.
12. ↑  Philip Forsang Ndikum. . Trafford Publishing. 2013-05-31: 第893頁. ISBN 978-1-4669-9455-3.
13. 1 2  . The American Journal of International Law (American Society of International Law). 1953-04, 47 (2): 第328–331頁  [2015-03-25]. （原始内容存档于2016-12-20）.
14. 1 2  Victor S. Kaufman. . University of Missouri Press. 2001. ISBN 978-0-8262-6356-8.
15. ↑  國史館現藏民國人物傳記史料彙編第二十輯 P114
16. ↑  . . 上海市地方志办公室.   [2019-04-15]. （原始内容存档于2020-04-21）.
17. ↑  . 中国民用航空局.   [2021-02-25]. （原始内容存档于2017-08-15）.
18. 1 2  . . 上海市地方志办公室. 2003-12-22  [2015-03-25]. （原始内容存档于2016-04-26）.
19. ↑  谭松. . Trafford Publishing. 2011. ISBN 978-1-4269-8940-7 （中文（中国大陆））.
20. ↑  . 中国民用航空局.   [2015-03-26]. （原始内容存档于2012-04-26）.
21. ↑  .   [2017-10-31]. （原始内容存档于2017-11-07）.
22. ↑  . mil.news.sina.com.cn. 新浪网 新浪军事. 2001-11-10  [2022-08-19]. （原始内容存档于2022-11-03）.
23. ↑  邹霆. . 今日中国 (今日中国杂志社). 1981, (02): 35. ISSN 1005-958X.
24. ↑  陈铭. . 纵横 (中国文史出版社). 1997, (11): 53–57. ISSN 1004-3586.
25. ↑  . 中国人民政治协商会议全国委员会.   [2019-12-04]. （原始内容存档于2019-12-04）.
26. ↑  . 人民网. 2019-12-05  [2019-12-05]. （原始内容存档于2019-12-05）.
27. ↑  . 北京晚报. 2019-12-07: 5  [2019-12-08]. （原始内容存档于2019-12-07）.